# Kōhei Yoshiyuki
Kōhei Yoshiyuki (吉行耕平, Yoshiyuki Kōhei), né en 1946 dans la préfecture de Hiroshima et mort le 29 janvier 2022, est un photographe japonais.

## Biographie
Kōhei Yoshiyuki s'est fait connaître en 1979 avec son exposition Kōen ((公園), Parc) à la galerie Komai, Tokyo. Les photographies en noir et blanc ont été présentées dans un livre publié en 1980 avec des clichés de personnes engagées dans des activités sexuelles dans les parcs de Shinjuku et Yoyogi (tous deux situés à Tokyo), la plupart du temps avec des spectateurs inconnus autour d'eux. Les photos ont été prises avec un appareil photo de 35 millimètres et des flashs à infrarouge. Gerry Badger (en) et d'autres critiques ont fait des commentaires sur la façon dont les photographies soulèvent des questions relatives aux frontières entre spectateur, voyeur et participant.
Les travaux de Yoshiyuki sont présents dans les collections du Museum of Modern Art (New York), du San Francisco Museum of Modern Art, du Musée de la photographie contemporaine (Chicago), du Musée des beaux-arts de Houston et du North Carolina Museum of Art (Raleigh).
Des exemples de la série The Park de Yoshiyuki sont inclus dans l'exposition Exposed: Voyeurism, Surveillance and the Camera organisée à la Tate Modern du 28 mai au 3 octobre 2010.

## Albums de Yoshiyuki
- Dokyumento: Kōen ((ドキュメント公園?), Document: Park). Sebun Mukku 4. Tokyo: Sebun-sha, 1980.
- Tōsatsu! Sunahama no koibito-tachi: Uwasa no rabu airando sennyū satsueiki (盗撮！砂浜の恋人たち：噂のラブアイランド潜入撮影記?). Sandē-sha, 1983.  (ISBN 978-4-88203-022-5).
- Middonaito fōkasu: Mayonaka no sekigaisen tōsatsu (ミッドナイト・フォーカス：真夜中の赤外線盗撮?). Tokyo: Tokuma, 1989.  (ISBN 978-4-19-503985-4).
- Yoshiyuki Kōhei shashinshū: Sekigai kōsen (吉行耕平写真集：赤外光線?). Tokyo: Hokusōsha, 1992.  (ISBN 978-4-938620-36-3).